# دختری که آینده را می‌دانست
دختری که آینده را می‌دانست (انگلیسی: The Girl Next Door) یک تریلر روان‌شناختی، داستان جنایی و عنوان آخرین کتاب نوشته شده توسط روت رندل، رمان‌نویس اهل بریتانیا است که در تاریخ ۲۰۱۴ منتشر گردید.

## ترجمه فارسی
این کتاب توسط مهسا خراسانی ترجمه و توسط نشر ستاک منتشر گردیده است.